# كاميلي بيرت
كاميلي بيرت (بالفرنسية: Camille Bert)‏ هو ممثل فرنسي، ولد في 27 ديسمبر 1880 في أورليان في فرنسا، وتوفي في 18 يونيو 1970 في باريس في فرنسا.

## وصلات خارجية
- كاميلي بيرت على موقع IMDb (الإنجليزية)
- كاميلي بيرت على موقع ألو سيني (الفرنسية)
- كاميلي بيرت على موقع أول موفي (الإنجليزية)
- كاميلي بيرت على موقع قاعدة بيانات الأفلام السويدية (السويدية)
- كاميلي بيرت على موقع قاعدة بيانات الفيلم (الإنجليزية)
- كاميلي بيرت على موقع كينوبويسك (الروسية)